# Среща в Кемп Дейвид през 2000
На срещата в Кемп Дейвид, състояла се през юли 2000 г., взимат участие президентът на САЩ Бил Клинтън, израелският министър-председател Ехуд Барак и председателят на Палестинската автономия Ясер Арафат.
На нея е направен опит да бъде договорен мир, който да прекрати непрекъсващия израелско-палестински конфликт.